# جان الیوت کایرنز
جان الیوت کایرنز (John Elliott Cairnes) (زادهٔ ۲۶ دسامبر ۱۸۲۳ – ۸ ژوئیه ۱۸۷۵)، یک اقتصاددان سیاسی متولد ایرلند بود. او به عنوان «آخرین اقتصاددان کلاسیک» توصیف شده‌است.

## زندگی‌نامه
جان کایرنز در کاسل‌بلینگهام، شهرستان لوث چشم به جهان گشود. او پسر ویلیام الیوت کایرنس (۱۷۸۷–۱۸۶۳ میلادی) اهل استامین که در نزدیکی شهر دراهیدا واقع شده‌است و ماریانی ووسلی بود، کسی که مادرش خواهر سر ویلیام بلینگهام، نخستین بارونت کاسل‌بلینگهام بود. پدر جان، برخلاف خواسته مادر خود (کاترین مور اهل مورهال، کِلینچی)، تصمیم به آغاز حرفه تجاری گرفته و در کارخانه آب‌جو سازی ووسلی در کاسل‌بلینگهام شریک شد. در ۱۸۲۵ میلادی، ویلیام کایرنز کارخانه آب‌جو سازی خود را در دراهیدا تأسیس نموده و آب‌جو سازی دراهیدا را به موفقیت تمام عیار رساند. او برای ظرفیت عالی که در تجارت و اشتیاقی ژرفی که به امور خیریه داشت، در خاطرهای باقی ماند.
پس از ترک مدرسه، جان چند سالی را در دفترخانه پدرش در دراهیدا سپری نمود. با این همه، او به‌طور کلی مشتاق ادامه آموزش خود بود و به او اجازه داده شد تا در کالج ترینتی دوبلین وارد شود، جای که او در ۱۸۴۸ میلادی مدرک لیسانس خود در رشته علوم مقدماتی (BA) و شش سال بعد مدرک فوق لیسانس خود در رشته‌ام‌ای (M.A) را به‌دست آورده و از کالج ترینیتی در دوبلین فارغ‌التحصیل گردید. پس از سپری‌نمودن برنامه درسی هنرها، او به مطالعه حقوق پرداخت و وکیل دادگستری ایرلندی عنوان شد. اما او اشتیاقی برای ادامه حرفه حقوقی از خود نشان نداد و طی چند سال بعدی او خود را وقف نوشتن در مورد پرسش‌های اجتماعی، اقتصادی و رساله‌های مرتبط با ایرلند در نشریه‌های گوناگون، کرد. تمرکز اصلی او بر اقتصاد سیاسی بود و این رشته را به‌طور کامل مورد مطالعه قرار داد.
هنگامی که او در دوبلین اقامت داشت با آرکبیساپ واتلی معرفت حاصل کرد، کسی که برای شخصیت و توانایی‌های کایرنز احترام بسیار بالایی قائل بود. در ۱۸۵۶ میلادی، کرسی اقتصاد سیاسی در دانشگاه دوبلین که توسط واتلی تأسیس شده بود، خالی شد و کایرنز در این کرسی گماشته شد. براساس لوایح این بنیاد، درس‌های نخستین سال تدریسی وی به چاپ رسید. این کتاب در ۱۸۵۷ میلادی تحت عنوان ویژگی و روش منطقی اقتصاد سیاسی، منتشر شد. این کتاب که بر ادامه اثر جان استوارت میل رساله-های در باب مسائل حل و فصل نشده اقتصاد سیاسی نوشته شده و آن را گسترش داد، یک معرفی ستودنی بر مطالعه اقتصاد به عنوان یک علم، را شکل داد. در این کتاب، قدرت تفکر و بیان نویسنده به بهترین وجه ممکن نشان داده شده‌است. عینیت منطقی، دقت زبان و درک قاطع از ماهیت واقعی حقایق اقتصادی از ویژگی‌های این کتاب و سایر کارهای وی می‌باشد. اگر این کتاب هیچ محتوای برای پیشکش کردن نمی‌داشت، باز هم با بیان واضح ماهیت و معنی واقعی اصطلاحات مبهم حقوقی که در آن وجود داشت، مزایای غیرقابل اندازه‌گیری در حوزه اقتصاد سیاسی ارایه می‌کرد. از نقطه نظر قلمرو علمی و روش اقتصاد سیاسی که در این کار آغازین به‌طور مفصل تشریح گردید، نویسنده همیشه به آن پایبند باقی‌مانده و چندین رساله بعدی وی مانند رساله‌های در مورد اقتصاد سیاسی و زمین، اقتصاد سیاسی و لِسِه فِر، چیزی جز تکرار همان آموزه‌ها نیستند. کارهای بعدی وی در حوزه علم اقتصاد، یک سری مقالات در باب مسئله طلا بود که قسماً توسط مجله فارسرز به نشر رسید که در این مقالات پیامدهای احتمالی افزایش تعداد ملازمین طلا در کشف معادن طلا در استرالیا و کالیفرنیا با مهارت و توانایی عالی تحلیل گردید. وی همچنین نقدی در مورد اثر ام. چیوالریز، در مورد سقوط احتمالی ارزش طلا، نوشت که در ژوئیه ۱۸۶۰ در نقدنامه ادینبرا به نشر رسید.
کایرنز در ۱۸۶۱ میلادی به عنوان پروفسور دانش نظری حقوق و اقتصاد سیاسی در کالج کوئینز گالوی گماشته شد، یک سال بعد او اثر تحسین‌آمیز خود را تحت عنوان قدرت برده که یکی از عالی‌ترین نمونه‌های فلسفه اقتصاد کاربردی است، منتشر کرد. در این مطالعه، از معایب ذاتی استخدام برده‌ها با تمامیت و توانایی عالی پرده برداشته شده و یافته‌های این مطالعه در زمره آموزه‌های شناخته شده اقتصاد سیاسی جا افتاده‌اند. نظریات که کایرنز در رابطه به مسئله احتمالی جنگ داخلی آمریکا اظهار نموده بود، وقوع رویدادها به یک قسمت اعظم آن صحه گذاشت و همچنین ظهور این کتاب روی رویه‌ای که متفکرین سیاسی مهم در انگلستان نسبت به ایالات مؤلفه آمریکا اتخاذ نمودند، تأثیری برجسته‌ای داشت.
در جریان بقیه مدت اقامت خود در گالوی، پروفسور کایرنز چیزی فراتر از چند پارچه و جزوه که اساساً پیرامون مسائل ایرلند بود، نه نوشت. از جمله این مقالات، مهم‌ترین آن‌ها یک سری مقالاتی بود که در مورد تأمل روی آموزش دانشگاهی نوشته شده بود. سلامت وی که در هیچ زمانی خیلی خوب نبود، اما پس از به زمین‌خوردن از اسب خود در ۱۸۶۵ میلادی، بیش از پیش ضعیف‌تر شد. پس از آن، او برای کوشش‌های فعالانه ناتوان شده بود و کار وی هم‌واره با حملاتی از بیماری مختل می‌گردید. در ۱۸۶۶ میلادی، او به عنوان پروفسور اقتصاد سیاسی در یونیورسیتی کالج، لندن گماشته شد. او مجبور کرده شد تا سال تحصیلی ۱۸۶۸–۱۸۶۹ را در ایتالیا بگذراند، اما پس از بازگشت او تا سال ۱۸۷۲ به تدریس ادامه داد. در جریان آخرین سال تحصیلی خود، او یک کلاس مختلط برگزار کرد و دختران اجازه شرکت در کلاس‌های او را داشتند. سلامت وی دیگر به او مجال نمی‌داد تا وظایف عمومی خود را پیش ببرد؛ او در ۱۸۷۲ میلادی از کرسی خود استعفا داد و با عنوان افتخاری استاد امریت اقتصاد سیاسی بازنشسته شد. در ۱۸۷۳ میلادی دانشگاه خود وی به او مدرک افتخاری دکترای حقوق (LL.D) را اعطاء کرد. کایرنز در ۸ ژوئیه ۱۸۷۵ در بلاکهیت در نزدیکی لندن، چشم از جهان فروبست.

## خانواده
کایرنز در ۲۷ نوامبر ۱۸۶۰ با الیزابت («الیزا») چارلوتی الکساندر (دختر جوان؛ ۱۸۳۸–۱۸۶۹) در اتحادیه کلیسایی نیکلاس قدیس در گالوی ازدواج کرد. او دختر جرج هنری مینتو الکساندر (۱۸۱۱–۱۸۵۳ میلادی)، قاضی در دادگاه عالی هند، بود. جان و الیزا کایرنز چهار فرزند داشتند، یک دختر و سه پسر که یکی آن‌ها ویلیام الیوت (۱۸۶۲ – ۱۹۰۲ میلادی) یک افسر و نویسنده بود. جان و الیزا نام پسر دومی خود را رابرت گاولد کایرنز (۱۸۶۳–۱۸۶۸ میلادی) گذاشتند که به افتخار رابرت گاولد شا (۱۸۳۷–۱۸۶۳ میلادی) یک قهرمان ارتش اتحادیه در جنگ داخلی بود.

## کار
کایرنز سال‌های آخر عمر خود را در جمع‌آوری و منتشر کردن برخی مقاله‌های پراکنده که به نقدنامه‌ها و مجله‌ها انجام داده بود و همچنین در آمادگی برای گسترده‌ترین و مهم‌ترین کار خود سپری کرد. رساله‌های سیاسی که در ۱۸۷۳ میلادی به چاپ رسید، حاوی تمامی مقالات مرتبط با ایرلند و نظام دانشگاهی آن و همچنین برخی مقالات دیگر بود که تا حدودی ماهیت مشابهی داشتند.

## ارجاعات
1. ↑  Alumni Dublinenses: a register of the students, graduates, professors and provosts of Trinity College in the University of Dublin (1593–1860), George Dames Burtchaell/Thomas Ulick Sadleir p. 120: Dublin, Alex Thom and Co, 1935
2. 1 2 3  Chisholm 1911, p. 950.
3. ↑  Chisholm 1911, p. 951.